# Antesi

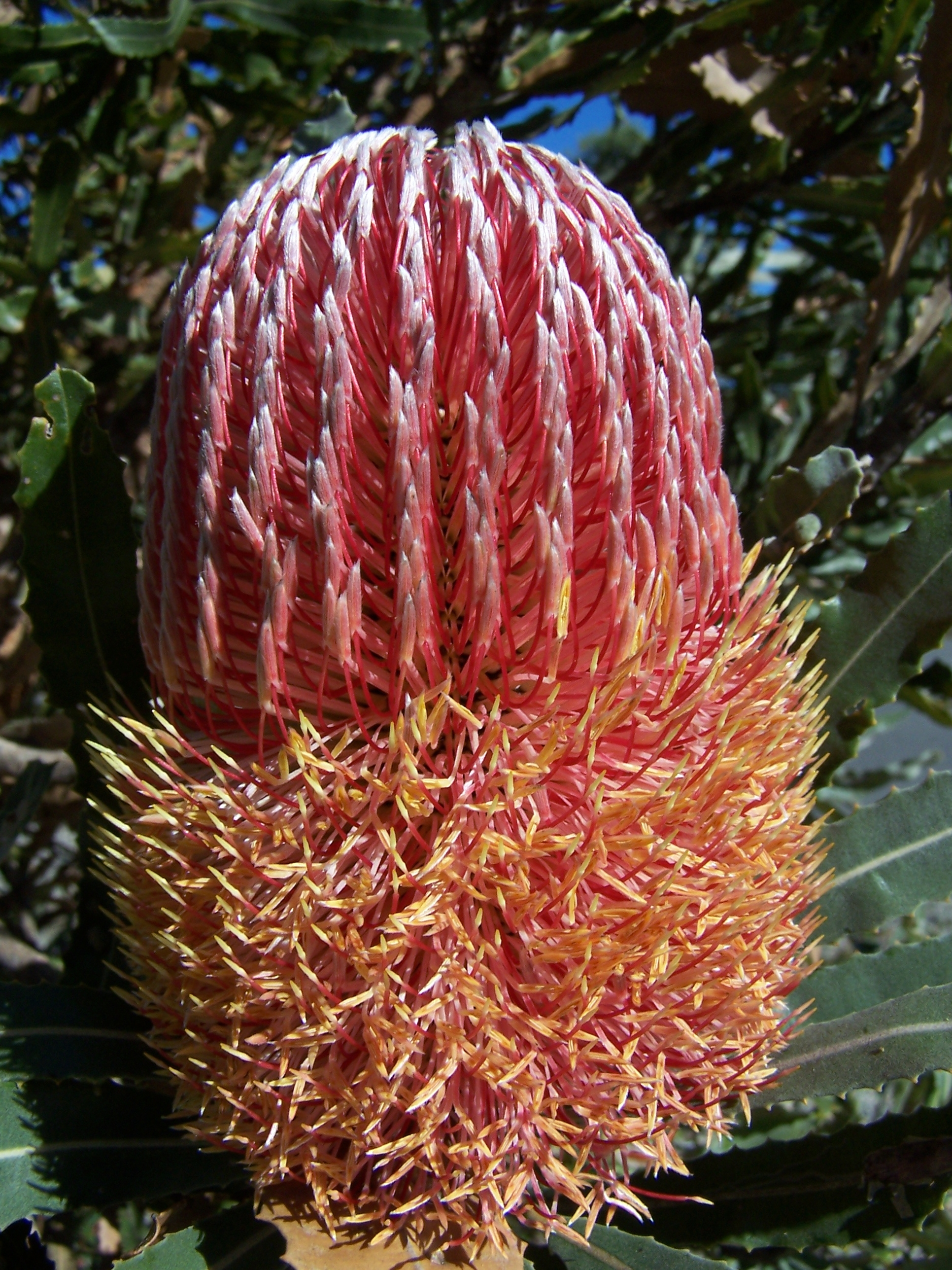
L'antesi sequenziale dei singoli fiori nell'infiorescenza di Banksia menziesii

L'antesi, o fioritura, è il periodo in cui un fiore è completamente aperto e funzionale. Il termine può riferirsi anche all'evento iniziale del periodo.
In alcune specie, l'inizio dell'antesi è spettacolare. Nelle specie Banksia, ad esempio, l'antesi coinvolge l'estensione dello stelo ben al di sopra delle parti superiori del perianzio. L'antesi dei fiori è sequenziale all'interno di una infiorescenza, cosicché, quando lo stilo e il perianzio sono di colori diversi, il risultato è una evidente variazione di colore che varia gradualmente lungo l'infiorescenza.
I fiori con antesi diurna generalmente hanno fiori di colori brillanti per attrarre gli insetti diurni, come le farfalle. I fiori con antesi notturna generalmente hanno fiori bianchi o scarsamente colorati, che contrastano più fortemente nel buio notturno. Tipicamente, questi fiori attraggono insetti notturni, incluse molte specie di falene.
La durata dell'antesi varia in funzione della specie, della lunghezza dell'infiorescenza, delle condizioni locali di temperatura e umidità dove la pianta fiorisce.
Il periodo successivo alla fioritura è l'allegagione: ovvero il momento in cui la pianta forma i frutti.